# Adrianus Jacobus Terwen

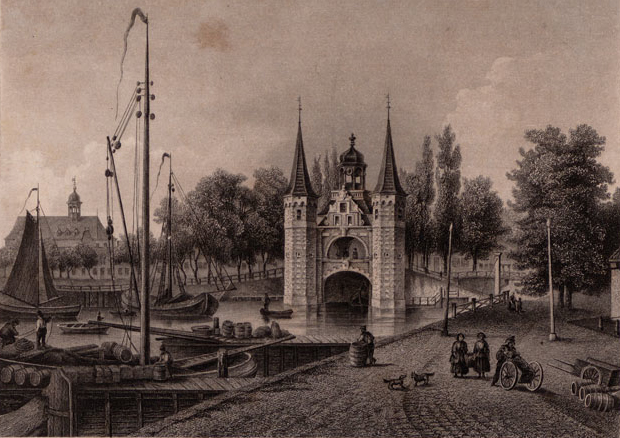
De Waterpoort van Sneek gravure van Terwen naar een tekening van Ludwig Rohbock (tweede helft van de 19e eeuw)

Adrianus Jacobus Terwen (Gouda, 10 oktober 1841 - Delft, 26 november 1918) was een Nederlandse tekenaar en graveur.

## Leven en werk
Terwen was een zoon uit het eerste huwelijk van de onderwijzer, auteur en tekenaar Johannes Leonardus Terwen en van Klazina Johanna Schultz. Zijn moeder overleed voor zijn tweede jaar. Zijn vader hertrouwde met een zuster van zijn moeder. Zijn vader die veel historische werk publiceerde was daarnaast ook tekenaar. Hij vervaardigde een serie tekeningen van Gouda, de stad waar hij woonde en werkte. Zijn zoon trad in deze voetsporen van zijn vader en werd graveur en tekenaar. Hij legde zich toe op het vervaardigen van stadsgezichten. Evenals zijn vader vervaardigde hij een serie stadgezichten van Gouda. Daarnaast was hij ook tekenleraar in Veendam en in Dordrecht. Hij gaf tekenles aan de schilders Frans Smissaert, Jo Koster en Jan Veth.
In 1907 schonk hij een door hem gemaakte tekening van de banken in de Grote Kerk van Dordrecht aan het Rijksmuseum Amsterdam. Deze banken zouden door zijn voorvader Jan Terwen in 1539 gemaakt zijn.